# سیدهارت نیگام
سیدهارت نیگام (انگلیسی: Siddharth Nigam؛ زادهٔ ۱۳ سپتامبر ۲۰۰۱) بازیگر اهل هند است.
از فیلم‌ها یا مجموعه‌های تلویزیونی که وی در آن‌ها نقش داشته است، می‌توان به موج ۳، برادر کسی عشق کسی و سریال علاالدین اشاره نمود.